# 埃斯特万·古铁雷斯
埃斯特万·曼努埃尔·古铁雷斯·古铁雷斯（西班牙語發音：[esˈteβam maˈnwel ɣuˈtjeres ɣuˈtjeres]；1991年8月5日—）出生于墨西哥新萊昂州蒙特雷，曾經是一级方程式锦标赛车手。他在2012至2014年間效力于索伯车队。但在2014年賽季結束後被車隊釋出，之後他與法拉利簽約，將在2015年擔任該隊的測試與儲備車手。
2016年9月29日，哈斯车队宣布签下古铁雷斯为车队出征2016赛季一级方程式赛车比赛。
2008年，17岁的古铁雷斯获得了宝马方程式欧洲冠军，成为赢得该项赛事最年轻的墨西哥人。他又在2010年首屆的GP3系列赛上一举夺魁。他在2012年从GP3升至GP2系列赛，为莲花车队出战，成功进入前三甲，创造了纪录，并被索伯F1车队选为试车手，参加了印度站的周五测试赛。

## 职业生涯

### 卡丁车
古铁雷斯自2004年开始了他的职业生涯。他首先参加了在墨西哥举办的名为Rotax Max挑战赛的卡丁车赛事，并完成了该赛季的最后三场比赛。2005年，他再次参加这一赛事，并还参加了在印第安纳南本德的Grand Nationals比赛，夺得季军。他还因此获得了在马来西亚参加世界总决赛的资格，但因机械故障只以第22名完赛。2006年，古铁雷斯赢得了墨西哥Camkart挑战赛的五场比赛，并在墨西哥萨卡特卡斯州的Grand Nationals上取得第四。同时，他第三次参加了Rotax Max挑战赛。

### 宝马方程式
2007年，古铁雷斯参加了宝马方程式美国系列赛，初次踏足方程式赛车运动。他一共赢得4场比赛，8次登上领奖台，取得9次杆位，并有3次最快圈速纪录，最终夺得锦标赛亚军，并获得年度新人荣誉。尽管名列第二，古铁雷斯却在车手榜上落后了冠军丹尼尔·穆拉德（Daniel Morad）87分。随后，古铁雷斯参加了宝马方程式年终决赛，排名第25，在完赛选手中是最后一名。

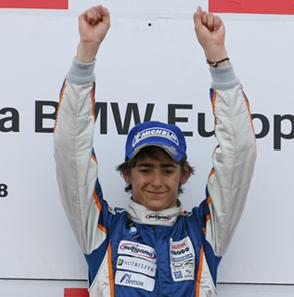
古铁雷斯赢得2008年宝马方程式欧洲冠军

2008年，古铁雷斯移师欧洲，参加了宝马方程式欧洲赛，这也是该方程式在合并了英国和德国系列赛后首次举办。他赢得了7场比赛，其中有6次连胜，并12次登上领奖台，在与马可·魏特曼（Marco Wittmann）的激烈争夺中，以26分的优势赢得总冠军。在赛季的16场比赛中，他仅有两场比赛未获积分，一场退赛，在车手榜上总共赢得了353分。在他的最后一场宝马方程式比赛，也即2008年在墨西哥城举办的世界总决赛上，他夺得杆位并赢得季军，仅落后于两位宝马方程式美国赛的冠军迈克尔·克里斯滕森（Michael Christensen）和亚历山大·罗西（Alexander Rossi）。

### 三级方程式
2009年，古铁雷斯参加了三级方程式赛车欧洲系列赛，效力于ART大奖赛车队，与瓦尔特利·博塔斯、儒勒·比安奇（Jules Bianchi）以及阿德里安·唐贝（Adrien Tambay）携手出战。他在纽伯格林赛道和第戎普雷努瓦两次登上领奖台，最终在车手榜上排名第九，积26分，帮助墨西哥在国家榜上赢得第六的位置。

### GP3系列赛
2010年，古铁雷斯转战GP3，依然为ART大奖赛车队效力，与亚历山大·罗西和佩德罗·努涅斯（Pedro Nunes）携手。古铁雷斯在首个赛季获得两个杆位并赢得比赛，这也为他在蒙扎的总决赛赢得了两个奖分。他在总共16场赛事中赢得5场，8次登上领奖台，并在10场比赛中赢得积分，主导了整个赛季。他仅仅在蒙扎国家赛道的最后一场直线赛中未能完赛。

### GP2系列赛

#### 2009年
2009年10月6日，古铁雷斯受ART大奖赛车队邀参加了在西班牙赫雷斯-德拉弗龙特拉举办的GP2系列赛的测试，这也是他首次驾驶GP2赛车。在当天早上的赛程中，他排名第11，在下午的赛程中，他名列第6，比第一名也是队友的儒勒·比安奇慢了半秒多。同时，他也是当天参赛新人中的第三快。在当年年末，古铁雷斯再次为雅顿国际车队（Arden International Motorsport）参加了一次在法国莱卡斯泰莱举办的GP2测试赛。11月10日，他在比赛首日的早间赛程获得第十，而在下午位列第11。11月12日，他在比赛第三日再度出战，于早间赛程取得第七，而在午后赛程排名第11 。

#### 2010年
在2010年末，当古铁雷斯在ART车队赢下GP3比赛后，ART在GP2的姊妹车队与其签约，将其作为2011赛季的主力车手。因此，他也有机会参加11月份在阿布扎比进行的年度测试。23日的首日测试古铁雷斯取得了一个好开始，他在早间排名第六，而在下午的赛程中赢得第二。第二天，他在上下午两个赛程中均获得第五。经过两天的休整，测试在27日继续，古铁雷斯在上午取得第五，但在下午仅排名第24，在当日仅排第17名。在第四天的最后测试日，他在上午取得第五，但在下午又下滑至第24，在当日排第16名。

#### 2011年
2011年，ART大奖赛车队更名为路特斯ART车队，旗下车手古铁雷斯与儒勒·比安奇并肩出战GP2系列赛与GP2亚洲系列赛。在亚洲系列赛中，他在恩佐·法拉利赛道赢得最好的第四名成绩，但在余下三场中未能取得积分，最终在车手榜上排名11。在主系列赛中，他在瓦伦西亚街区赛道的正赛中排名第七，赢得GP2中的首次积分，又在该赛道的冲刺赛中一举夺魁，赢得他在GP2中的首胜，也取得了首个最快圈速。古铁雷斯在此之后又两度获得积分，包括一次匈牙利冲刺赛的亚军，最终在车手榜上排名第13。赛季结束，他与车队续约，将与詹姆斯·卡拉多（James Calado）携手出战，而车队在接受了莲花汽车更多的赞助后也更名为路特斯大奖赛车队。
11月12日，古铁雷斯参加了在阿布扎比举办的GP2总决赛。他在练习赛中排名第一，比第二名快了0.5秒。在正赛中，他从第八位发车，但由于发生碰撞进站维修赛车尾翼，他仅以第21名完赛，比头名慢了一圈。在冲刺赛中，他仅在第21位发车，但最终以第9名完赛，取得两个积分，并在整个决赛中排名第八。

#### 2012年

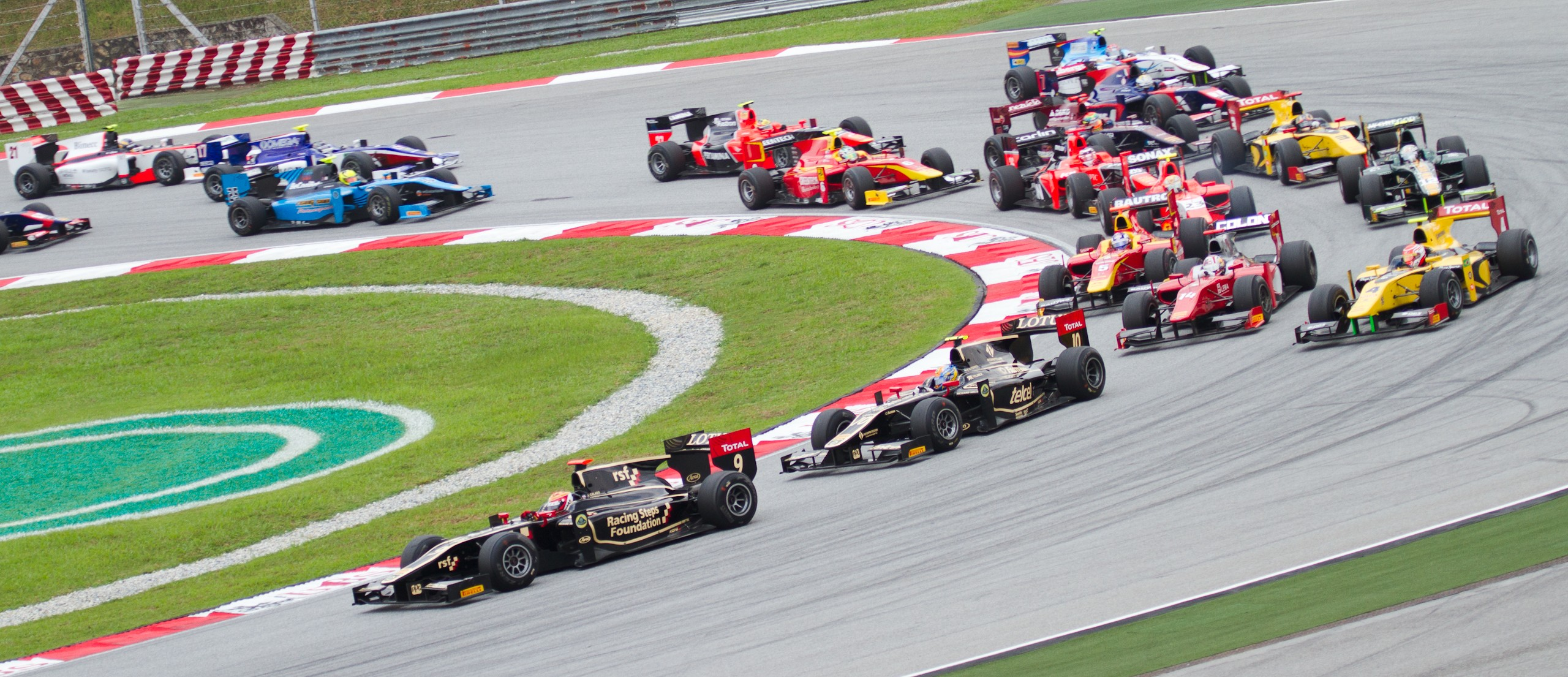
在2012马来西亚冲刺赛中，古铁雷斯紧跟排名第一的队友卡拉多通过一号弯。

2012赛季伊始，古铁雷斯就在雪邦赛道的冲刺赛中获得亚军，并在两轮比赛中均取得积分。他随后又在巴林站第一轮的两场比赛中分获季军与亚军。但在第二轮出于车队保护轮胎的指令，他的战绩不佳，仅获第十及第四。在加泰罗尼亚，他又在两轮比赛中取得积分，分获第十及第七，并在正赛中赢得最快圈速。
古铁雷斯连取积分的势头在摩纳哥中止。他在正赛中撞上护栏而不得不进站更换鼻翼，未能进入积分区。而他在冲刺赛上止住颓势，尽管在开赛时发生碰撞，仍以第八完赛，取得积分。
在瓦伦西亚的正赛中，古铁雷斯在排位赛中取得第三的好成绩，但因阻碍其他车手而被罚至第五。正赛中，古铁雷斯很快升至第三，并成功利用安全车出动的实际，超越两名对手，获得冠军。这也是继他去年在这站赛事的冲刺赛上获得首胜后的再次夺冠。而由于在冲刺赛上发生碰撞，他经历了这赛季的首次退赛。
在银石赛道，古铁雷斯也取得了不俗的成绩。他因其他车手受罚得以从第二排发车，而年度冠军竞争对手的受罚对他而言又是另一个好消息。在第二轮正赛中，他再次斩获冠军，这也是他的第二个正赛冠军。而在冲刺赛中，他未能登上领奖台，获得第四。比赛结束后，古铁雷斯由于在比赛中引发碰撞被罚在下场比赛中退后十位发车。
在霍根海姆赛道，古铁雷斯排位第12，但由于上站的处罚要从第22位发车。在正赛中，他勉力挤进积分区，以第十完赛。而在冲刺赛中，他开场表现不错，最终获得第五，但这站比赛他仅有7分入账，没能利用其他冠军争夺者的失误拉开差距。
一周后，他在匈牙利的排位赛上名列第七，并一度在比赛中领跑，但因为停站策略的失误最终只得第八名。在冲刺赛中，他凭借杆位优势取胜，这也是他本赛季中的第三胜，也是他在车手榜上位列第三。
在斯帕赛道，古铁雷斯尽管在正赛的排位赛中取得第三，但他却经历了赛季中最糟的一个分站。尽管开赛不错，他却连续遭遇滑出赛道，维修站失误以及黄旗超车受罚的厄运，最终仅排在第十一位。在冲刺赛中，他又因为一次过激的超车动作冲出赛道，以第13名完赛，最终在这个分站未得一分。
在蒙扎赛道，情况并没有多大改观。古铁雷斯在排位赛中名列第九，并以同样的名次完赛 。冲刺赛的结果也不甚好，第一圈他的赛车前翼受损，失去抓地力冲出赛道，撞上护墙，导致了他这赛季的第二次退赛。
在最后一轮新加坡的比赛中，他已经失去了竞争世界冠军的资格，但仍有希望获得世界季军。他在排位赛中排名第三 ，并在正赛中取得第二。而在冲刺赛中，他获得第六，最终确保了他在车手榜上第三的位置。
古铁雷斯在车手榜上的季军位置也使他成为首个从GP3初入GP2就能位列三甲的车手。2012赛季中，他一共获得176分，三场胜利，此外还有四次登上领奖台，五次最快圈速记录，平了达维德·塞基（Davide Valsecchi）保持的赛季最多最快圈速纪录。

### 一级方程式
2009年12月，作为赢得宝马方程式欧洲冠军的奖励之一，古铁雷斯得以驾驶宝马索伯车队的一级方程式赛车进行测试。尽管在2010赛季，索伯车队失去了宝马的赞助，但古铁雷斯还是以观察员的身份参加了几场大奖赛，并进入了与保罗·迪·雷斯塔以及小林可梦伟相同的训练计划。在赛季末，他被索伯车队官方确认为试车手及后备车手。同年11月16日，他参加了在阿布扎比举行的青年车手测试，并取得第四，只比小林可梦伟在此赛道上的排位赛成绩慢了0.6秒。
2011赛季，由于车队的正式车手塞尔希奥·佩雷斯在摩纳哥站受伤，古铁雷斯作为预备车手，本来有机会在加拿大站上演处子战。但是，由于古铁雷斯当时身在墨西哥，无法满足在周五参加两场练习赛的要求，因而无法参加正赛。最后由车队的前车手，也是迈凯伦车队的测试车手佩德罗·德·拉·罗萨出战，这使得古铁雷斯对错失出赛机会感到失望。
2011年7月28日，索伯车队宣布古铁雷斯将在2012赛季继续作为车队的后备车手。因而他再次参加了11月19日在阿布扎比举行的青年车手测试，这次，他在周四的测试中取得第五，并在总排名上列第七，比队友佩雷斯在此赛道上的最快排位赛圈速慢了一秒。
2012年10月26日，古铁雷斯代替身体不适的佩雷斯，在印度站参加了他在F1的首场自由练习赛，名列第20。

#### 2013年
2012年11月23日，索伯车队宣布古铁雷斯成为2013赛季的正式车手，将与从印度力量车队转会的尼克·胡肯伯格搭档出战。

## 赛事成绩
| 赛季   | 赛事                     | 车队               | 出赛          | 胜利          | 杆位          | 最快圈速      | 领奖台        | 积分          | 排名          |
| ------ | ------------------------ | ------------------ | ------------- | ------------- | ------------- | ------------- | ------------- | ------------- | ------------- |
| 2007年 | 美國寶馬方程式           | Autotecnica车队    | 14            | 4             | 9             | 2             | 8             | 436           | 亚军          |
| 2007年 | 宝马方程式总决赛         | Autotecnica车队    | 1             | 0             | 0             | 0             | 0             | N/A           | 第25          |
| 2007年 | 全德汽車俱樂部宝马方程式 |                    | 2             | 0             | 0             | 1             | 0             | 46            | 第26          |
| 2008年 | 歐洲寶馬方程式           | Josef Kaufmann车队 | 16            | 7             | 3             | 9             | 12            | 353           | 冠军          |
| 2008年 | 宝马方程式总决赛         | Josef Kaufmann车队 | 1             | 0             | 1             | 0             | 1             | N/A           | 季军          |
| 2008年 | 德國三級方程式錦標賽     | Josef Kaufmann车队 | 2             | 0             | 0             | 0             | 0             | N/A           | NC†           |
| 2008年 | 国际方程式大师赛         | Trident车队        | 2             | 0             | 0             | 0             | 1             | 8             | 第19          |
| 2009年 | 三級方程式歐洲系列賽     | ART大奖赛车队      | 20            | 0             | 0             | 0             | 2             | 26            | 第9           |
| 2009年 | 英國三級方程式錦標賽     | ART大奖赛车队      | 4             | 0             | 0             | 1             | 1             | N/A           | NC†           |
| 2009年 | 三級方程式大師賽         | ART大奖赛车队      | 1             | 0             | 0             | 0             | 0             | N/A           | 第17          |
| 2010年 | GP3系列赛                | ART大奖赛车队      | 16            | 5             | 3             | 7             | 9             | 88            | 冠军          |
| 2010年 | 三級方程式歐洲系列賽     | ART大奖赛车队      | 2             | 0             | 0             | 0             | 0             | N/A           | NC†           |
| 2010年 | 英國三級方程式錦標賽     | ART大奖赛车队      | 3             | 0             | 0             | 0             | 0             | N/A           | NC†           |
| 2011年 | GP2系列赛                | 路特斯ART车队      | 18            | 1             | 0             | 1             | 2             | 15            | 第13          |
| 2011年 | GP2亚洲系列赛            | 路特斯ART车队      | 4             | 0             | 0             | 0             | 0             | 3             | 第11          |
| 2011年 | GP2决赛                  | 路特斯ART车队      | 2             | 0             | 0             | 0             | 0             | 2             | 第8           |
| 2011年 | 一級方程式賽車           | 索伯车队           | 测试车手      | 测试车手      | 测试车手      | 测试车手      | 测试车手      | 测试车手      | 测试车手      |
| 2012年 | GP2系列赛                | 路特斯大奖赛车队   | 24            | 3             | 0             | 5             | 7             | 176           | 季军          |
| 2012年 | 一級方程式賽車           | 索伯车队           | 测试车手      | 测试车手      | 测试车手      | 测试车手      | 测试车手      | 测试车手      | 测试车手      |
| 2013年 | 一級方程式賽車           | 索伯车队           | 19            | 0             | 0             | 1             | 0             | 6             | 第16          |
| 2014年 | 一級方程式賽車           | 索伯车队           | 19            | 0             | 0             | 0             | 0             | 0             | 第20          |
| 2015年 | 一級方程式賽車           | 法拉利车队         | 测试/第三车手 | 测试/第三车手 | 测试/第三车手 | 测试/第三车手 | 测试/第三车手 | 测试/第三车手 | 测试/第三车手 |
| 2016年 | 一級方程式賽車           | 哈斯车队           | 18            | 0             | 0             | 0             | 0             | 0*            | 第20*         |

† 无成绩完赛——古铁雷斯作为邀请车手，无资格获得积分。

### 世界一级方程式锦标赛战绩
(图例)粗体为杆位出赛，斜体为最快圈速
| 赛季   | 车队       | 底盘      | 引擎                 | 1      | 2        | 3        | 4       | 5     | 6      | 7      | 8     | 9      | 10     | 11     | 12    | 13    | 14     | 15    | 16     | 17    | 18      | 19      | 20       | 21    | 排名 | 积分 |
| ------ | ---------- | --------- | -------------------- | ------ | -------- | -------- | ------- | ----- | ------ | ------ | ----- | ------ | ------ | ------ | ----- | ----- | ------ | ----- | ------ | ----- | ------- | ------- | -------- | ----- | ---- | ---- |
| 2012年 | 索伯车队   | 索伯C31   | 法拉利056 2.4 V8     | 澳     | 马       | 中       | 巴林    | 西    | 摩     | 加     | 欧    | 英     | 德     | 匈     | 比    | 意    | 新     | 日    | 韩     | 印 TD | 阿      | 美      | 巴       |       | NC   | 0    |
| 2013年 | 索伯车队   | 索伯C32   | 法拉利056 2.4 V8     | 澳 13  | 马 12    | 中 Ret   | 巴林 18 | 西 11 | 摩 13  | 加 20† | 英 10 | 德 14  | 匈 Ret | 比 14  | 13    | 新 12 | 韩 11  | 日 7  | 印 15  | 阿 15 | 美 13   | 巴西 12 |          |       | 第16 | 6    |
| 2014年 | 索伯车队   | 索伯C33   | 法拉利059/3 1.6 V6 t | 澳 12  | 马 Ret   | 巴林 Ret | 中 16   | 西 16 | 摩 Ret | 加 14† | 奥 19 | 英 Ret | 德 14  | 匈 Ret | 比 15 | 19    | 新 Ret | 日 13 | 俄 15  | 美 14 | 巴西 14 | 阿 15   |          |       | 第20 | 0    |
| 2016年 | 哈斯F1車隊 | 哈斯VF-16 | 法拉利059/5 1.6 V6 t | 澳 Ret | 巴林 Ret | 中 14    | 俄 17   | 西 11 | 摩 11  | 加 13  | 歐 16 | 奥 11  | 英 16  | 匈 13  | 德 11 | 比 12 | 13     | 新 11 | 马 Ret | 日 20 | 美 Ret  | 墨 19   | 巴西 Ret | 阿 12 | 第21 | 0    |

*赛季进行中。
†未完成賽事，但完成原定賽程90%，因而有排名。